# Dorota Gawron
Dorota Gawron (Varsavia, 9 dicembre 1983) è una modella polacca.
Dopo essersi classificata al secondo posto di Miss Polonia 2006, è stata designata come rappresentante ufficiale della Polonia sia per Miss Universo 2007 il 28 maggio 2007 a Città del Messico che per Miss International 2007 il 15 ottobre 2007 a Tokyo. In entrambi i casi, però la modella non è riuscita ad ottenere un piazzamento degno di nota. Ha in compenso vinto il concorso Miss Scandinavia nel 2007.